# Minute by Minute
| Recensione                        | Giudizio        |
| --------------------------------- | --------------- |
| AllMusic                          | [ 2 ]           |
| Robert Christgau                  | B               |
| The New Rolling Stone Album Guide | [ 4 ]           |
| Sputnikmusic                      | 3.8 (Excellent) |
| Piero Scaruffi                    | [ 6 ]           |
| Dizionario del Pop-Rock           | [ 7 ]           |
| 24.000 dischi                     | [ 8 ]           |

Minute by Minute è l'ottavo album discografico in studio del gruppo musicale rock statunitense The Doobie Brothers, pubblicato nel dicembre del 1978.
È il primo album della band senza Tom Johnston e l'ultimo con in formazione Jeff "Skunk" Baxter  e John Hartman.

## Tracce
Lato A
1. Here to Love You – 3:58 (Michael McDonald)
2. What a Fool Believes – 3:41 (Michael McDonald, Kenny Loggins)
3. Minute by Minute – 3:26 (Michael McDonald, Lester Abrams)
4. Dependin' on You – 3:44 (Patrick Simmons, Michael McDonald)
5. Don't Stop to Watch the Wheels – 3:26 (Patrick Simmons, Jeff Baxter, Michael Ebert)

Lato B
1. Open Your Eyes – 3:18 (Michael McDonald, Lester Abrams, Patrick Simmons)
2. Sweet Feelin' – 2:41 (Patrick Simmons, Ted Templeman)
3. Steamer Lane Breakdown (Strumentale) – 3:24 (Patrick Simmons)
4. You Never Change – 3:26 (Patrick Simmons)
5. How Do the Fools Survive? – 5:12 (Michael McDonald, Carole Bayer Sager)

## Formazione
Gruppo
- Patrick Simmons - chitarre, voce
- Patrick Simmons - voce solista (brani: Dependin' on You, Don't Stop to Watch the Wheels, Sweet Feelin' e You Never Change)
- Michael McDonald - tastiere, sintetizzatore, voce
- Michael McDonald - voce solista (brani: Here to Love You, What a Fool Believes, Minute by Minute, Open Your Eyes e How Do the Fools Survive?)
- Michael McDonald - armonie vocali (brano: You Never Change)
- Jeffrey Baxter - chitarre
- Tiran Porter - basso, voce
- John Hartman - batteria
- Keith Knudsen - batteria, voce

Collaboratori
- Bobby LaKind - congas, voce
- Tom Johnston - voce (brano: Don't Stop to Watch the Wheels)
- Nicolette Larson - voce (brani: Sweet Feelin' e Dependin' on You)
- Rosemary Butler - voce (brani: Here to Love You e Dependin' on You)
- Norton Buffalo - armonica
- Herb Pedersen - banjo
- Byron Berline - fiddle
- Lester Abrams - pianoforte elettrico (brano: How Do the Fools Survive?)
- Bill Payne - sintetizzatore (con Michael McDonald nei brani: What a Fool Believes e Minute by Minute)
- Andrew Love - sassofono
- Ben Cauley - tromba

Note aggiuntive
- Ted Templeman - produttore
- Beth Naranjo - coordinatrice alla produzione
- Registrazioni effettuate al Warner Bros. Studios di North Hollywood, California
- Donn Landee - ingegnere delle registrazioni
- Mixaggio effettuato al Sunset Sound Recorders di Hollywood, California
- Lloyd Clifft - ingegnere delle registrazioni aggiunto
- Bruce Cohn - management
- David Alexander - fotografia
- Bruce Steinberg - design[11]

## Classifica
Album
| Anno | Classifica    | Posizione raggiunta |
| ---- | ------------- | ------------------- |
| 1979 | Billboard 200 | 1                   |

Singoli
| Anno | Titolo del brano     | Classifica             | Posizione raggiunta |
| ---- | -------------------- | ---------------------- | ------------------- |
| 1979 | What a Fool Believes | Billboard Hot 100      | 1                   |
| 1979 | What a Fool Believes | Adult Contemporary     | 22                  |
| 1979 | What a Fool Believes | Hot R&B/Hip-Hop Songs  | 72                  |
| 1979 | What a Fool Believes | Dance Club Songs       | 40                  |
| 1979 | Minute by Minute     | Billboard Hot 100      | 14                  |
| 1979 | Minute by Minute     | Adult Contemporary     | 13                  |
| 1979 | Minute by Minute     | Hot R&B/Hip-Hop Songs  | 74                  |
| 1979 | Minute by Minute     | Official Singles Chart | 47                  |
| 1979 | Dependin' on You     | Billboard Hot 100      | 25                  |
| 1979 | Dependin' on You     | Adult Contemporary     | 37                  |